# Рікардо Павоні
Рікардо Павоні (ісп. Ricardo Pavoni, нар. 8 липня 1943, Монтевідео) — уругвайський футболіст та тренер, грав на позиції захисника. Виступав, зокрема, за клуб «Індепендьєнте», а також національну збірну Уругваю.
Триразовий чемпіон Аргентини. Чотириразовий володар Кубка Лібертадорес. Володар Міжконтинентального кубка. 

## Клубна кар'єра
У дорослому футболі дебютував 1960 року виступами за команду «Дефенсор Спортінг», в якій провів чотири сезони. У 1964 року перейшов до клубу «Індепендьєнте», який повинен був замінити співвітчизника Томаса Ролана, який вибув на тривалий період часу через травму. Рікардо Павоні відразу ж закріпився у стартовому складі й не втрачав свого місця до 1976 року, коли Рікардо виїхав до США. З 1965 по 1976 рік Павоні виграв дванадцять важливих титулівз «Індепендієнте» у всіх змаганнях та провів 423 матчі в аргентинській Прімері, в яких відзначився 57 голами. Зокрема, тричі півзахисник став чемпіоном Аргентини, вперше у 1967 році (Національний турнір), коли на два очки випередив «Естудьянтес» (Ла-Плата). 1970 року Павоні допоміг команді виграти «Метрополітану», випередивши за кращою різницею забитих та пропущених м'ячів «Рівер Плейт». А вже наступного року «Індепендьєнте» знову виграв «Метрополітану», випередивши на одне очко «Велес Сарсфілд».
Завдяки своєму успіху на національному рівні, «Індепендьєнте» також часто брав участь у континентальних турнірах. У своєму дебютному сезоні в новому клубі Рікардо Павоні допоміг здобути другу перемоги в Кубку Лібертадорес, а дебютував за «Індепендєнте» в матчі кубку Лібертадорес 1965 в переможному (2:0) поєдинку проти «Бока Хуніорс». Попри поразку 0:1 у матчі-відповіді, вони потрапили у фінал, який виграли проти «Пеняролю». Рікардо Павоні в цих трьох фіналах не грав. На Міжконтинентальному кубку, які відбулися незабаром після перемоги в Кубку європейських чемпіонів 1964/65 міланського «Інтернаціонале», Павоні зіграв у двох матчах, але не зміг допомогти уникнути аргентинцям поразки. Після семи років без міжнародних титулів, у 70-ті роки стали найуспішнішим для «Індепендьєнте» та в кар'єрі Рікардо Павоні. 1972 року команда з допомогою Рікардо вдркге виграє Кубок Лібертадорес, втретє перемігши «Універсітаріо де Депортес», а в фіналі Міжконтинентального кубку поступився амстердамському «Аяксу». У Кубку Лібертадорес 1973 року Індепендієнте вдалося захистити титул, у фіналі Коло-Коло зі столиці Чилі Сантьяго був переможений. У Кубку Лібертадорес 1973 року «Індепендієнте» вдалося захистити чемпіонський титул, обігравши у фіналі столичний «Коло-Коло». Цього разу аргентинці також вдало виступили на Міжконтинентальному кубку, завдяки голу Рікардо Бочині «Індепендьєнте» обіграв туринський «Ювентус». Цей Міжконтинентальний кубок став єдиним в кар'єрі, але після цього уругваєць виграв ще два Кубка Лібертадорес. У сезоні 1974 року «Індепендьєнте» у фіналі обіграв бразильський «Сан-Паулу» завдяки єдиному голу Рікардо (1:0). 1975 року допоміг команді захистити чемпіонський титул, обігравши в фіналі чилійський «Уніон Еспаньйола».
Попри завершення кар'єри, Рікардо Павоні й зараз дуже популярний серед вболівальників «Індепендьєнте». Під час ігрових днів прославився, головним чином, перехресними перебігами та потужними штрафними ударами. Після закінчення кар'єри Павоні залишався вірним «Індепендьєнте», тренував молодіжні команди або резервну команду клубу. Двічі після звільнення Мігеля Бріндісі виконував обов'язки головного тренера команди (1995 та 2010 року).

## Виступи за збірну

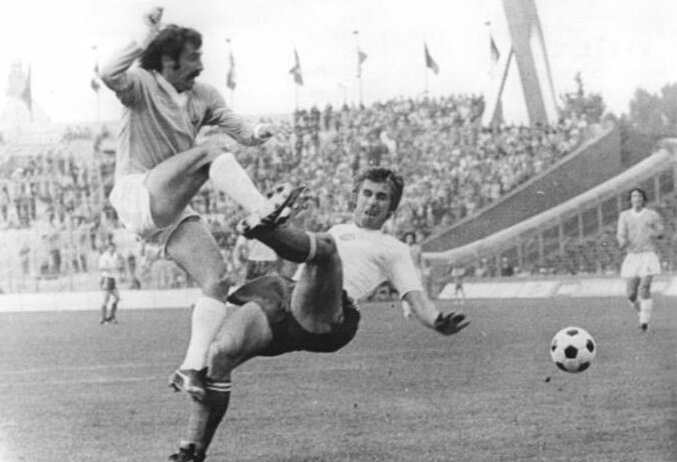
Рікардо Павоні (ліворуч) під час гри на чемпіонаті світу 1974 року проти Болгарії

15 серпня 1962 року дебютував у футболці національної збірної Уругваю. У складі збірної був учасником чемпіонату світу 1974 року у ФРН. Рікардо зіграв у всих трьох матчах, а на 87-й хвилині відзначився єдиним голом за збірну на 87-й хвилині нічийного (1:1) поєдинку проти Болгарії. За підсумками групового етапу з одним набраним очком уругвайці вибули з турніру. Востаннє футболку національної команди одягав 23 червня 1974 року.
Загалом протягом кар'єри у національній команді, яка тривала 13 років, провів у її формі 13 матчів, в яких відзначився 2 голами. Така невелика кількість зіграних матчів пояснюється тим, що на той час у збірній Уругваї рідко грали гравці з закордонних чемпіонатів.

## Досягнення
«Індепендьєнте»
- Прімера Дивізіон Аргентини
  -  Чемпіон (6): 1967 (Насьйональ), 1970 (Метрополітано), 1971 (Метрополітано)

- Кубка Лібертадорес
  -  Володар (5): 1965, 1972, 1973, 1974, 1975

- Міжконтинентальний кубок
  -  Володар (1): 1973
  -  Фіналіст (2): 1972, 1974

- Міжамериканський кубок
  -  Володар (2): 1973, 1976